# Tonight Leslie Fodor Swing Unit
A Tonight Leslie Fodor Swing Unit egy alkalmi swing-formáció albumának címe. A zenekart Fodor László jazz-klarinétos (Hot Jazz Band) hozta létre azzal a céllal, hogy példaképei, Benny Goodman, Peanuts Hucko, Teddy Wilson, Gene Krupa, Linonel Hampton és más művészek emléke előtt tisztelegjen a zenei anyaggal. Érdekesség, hogy a Hot Jazz Band szinte összes tagja szerepel a lemezen, Holló Aurél, az Amadinda ütőegyüttes tagja pedig klasszikus képzettsége ellenére jazz-zenészként debütál az albumon.
A lemezanyag CD-n és digitális formában is megjelent.

## Az album dalai
1. Airmail Special (C.Christian-B.Goodman-J.Mundy)
2. Benny’s Caprice (N.Paganini-B.Goodman-S.Martin-LaFo)
3. Seven Come Eleven (C.Christian)
4. Stealin' Apples (F.Waller-A.Razaf)
5. Memories of You (E.Blake-A.Razaf)
6. Rumpin' in (E.Hall)
7. Sheik of Araby (T.Snyder-H.B.Smith-F.Wheeler)
8. Mallets a la Zurke (H.Breuer)
9. If I Had You (T.Shapiro-J.Campbell-R.Connelly)
10. Honeysuckle Rose (F.Waller-A.Razaf)
11. I Got Rhythm (G.Gershwin-I.Gershwin)
12. Avalon (Al Jolson-V.Rose-B.De Sylva)
13. Sweet Georgia Brown (B.Bernie-M.Pinkard-K.Casey)
14. Body and Soul (J.Green-E.Heyman-R.Sour-F.Eyton)
15. Trixi Fixi (A.Holló-LaFo)
16. Blues My Naughty Sweetie (A.Swanstrom-C.R.MacCarron)

## Közreműködők
- Fodor László - klarinét (1-16), kazoo (8), autóduda (15)
- Holló Aurél - vibrafon (1,4,9,11-13) xilofon (8,15), hangeffektusok (1, 8, 15)
- Bényei Tamás - ének, trombita (9,10)
- Dennert Árpád - klarinét (16)
- Mátrai Zoltán - klarinét (16)
- Korb Attila - zongora (5,9-12,14,16)
- Nagy Iván - zongora (2,4,7,13)
- Szabó Lóránt - gitár (1,3,4,6,8-11,13,15,16)
- Juhász Zoltán - nagybőgő (1-4,6,8-11,13,15,16)
- Galbács István - dobok (1-4,6-13,15,16)

## Hangszerelés
- Fodor László (1-7,9-16)
- Holló Aurél (8,15)
- Korb Attila (16)

## Produkció
- Hangfelvétel: Origo Stúdió, 2019. március 19-21.
- Zenei rendező: Fodor László
- Hangmérnök: Cserny "Bogi" Kálmán
- Keverés: LB Stúdió, Lencsés Balázs
- Mastering: Paczári Károly
- Borító, rajzok: Lanczinger Mátyás
- Grafikai tervezés: Sutta Balázs
- Kiadó: Renaco Bt 2019

## Galéria
Lanczinger Mátyás rajzai a muzsikusokról.

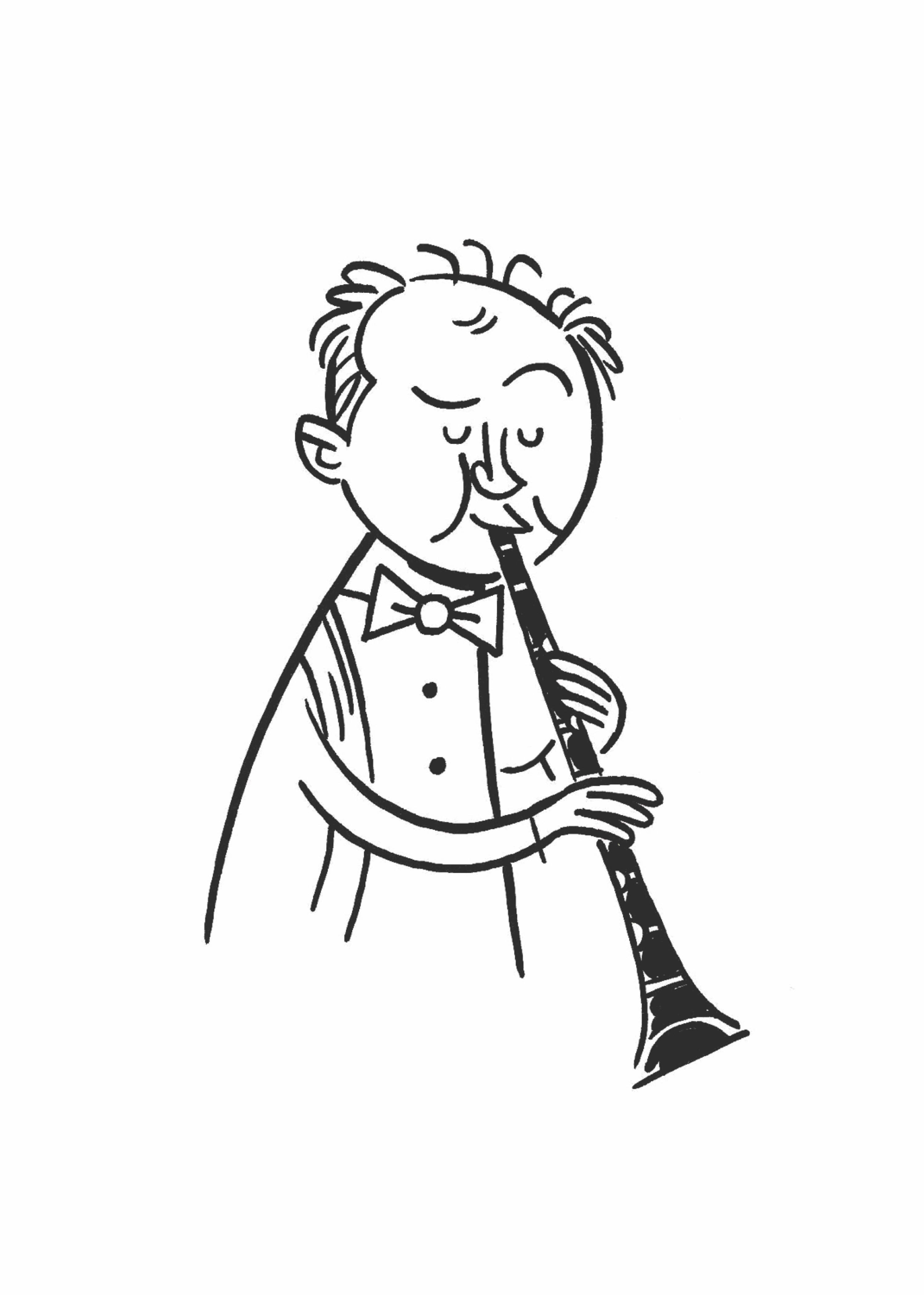
Fodor László - klarinét
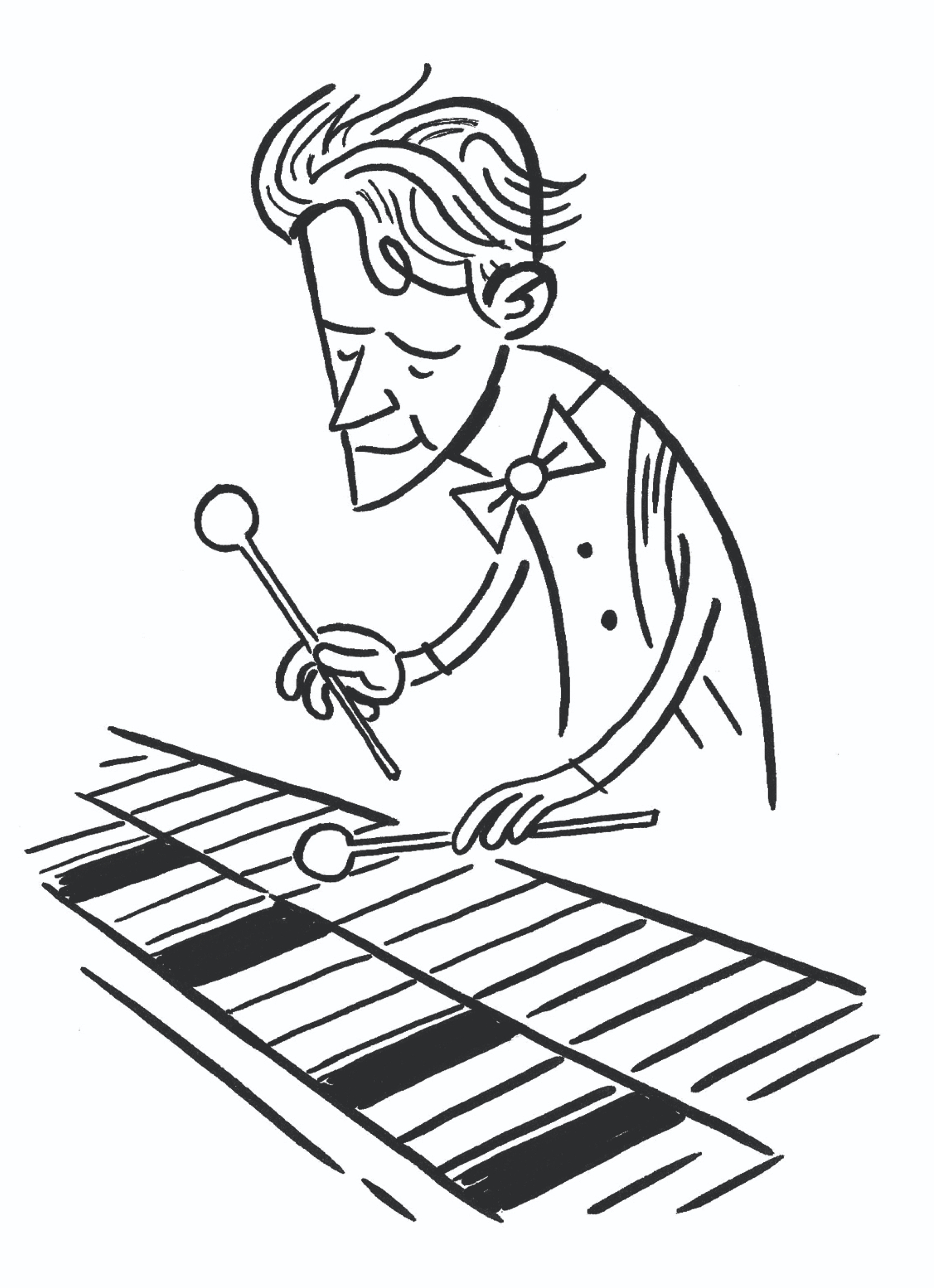
Holló Aurél - vibrafon, xilofon
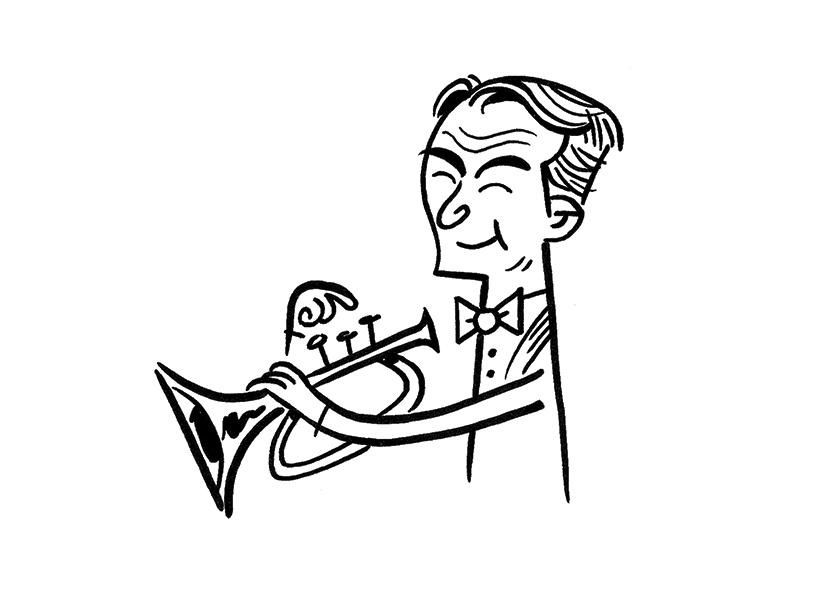
Bényei Tamás - trombita, ének
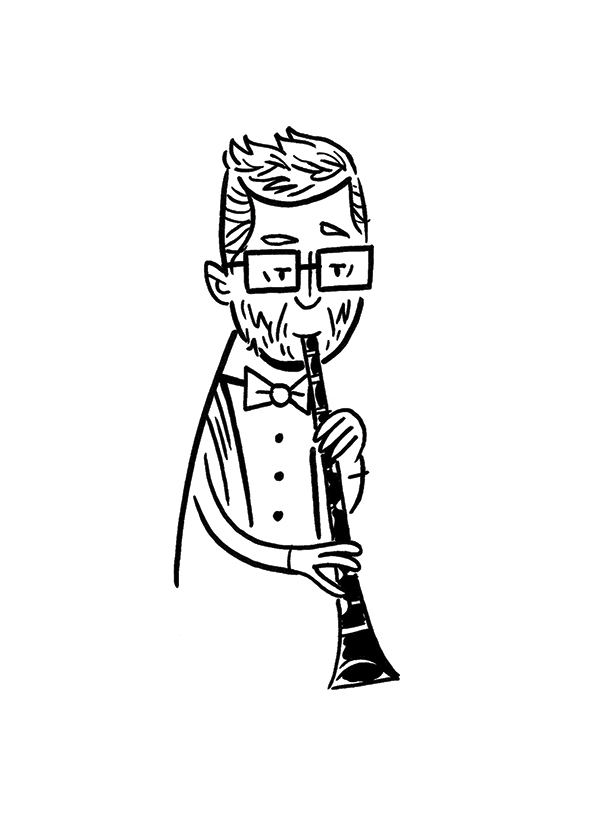
Dennert Árpád - klarinét
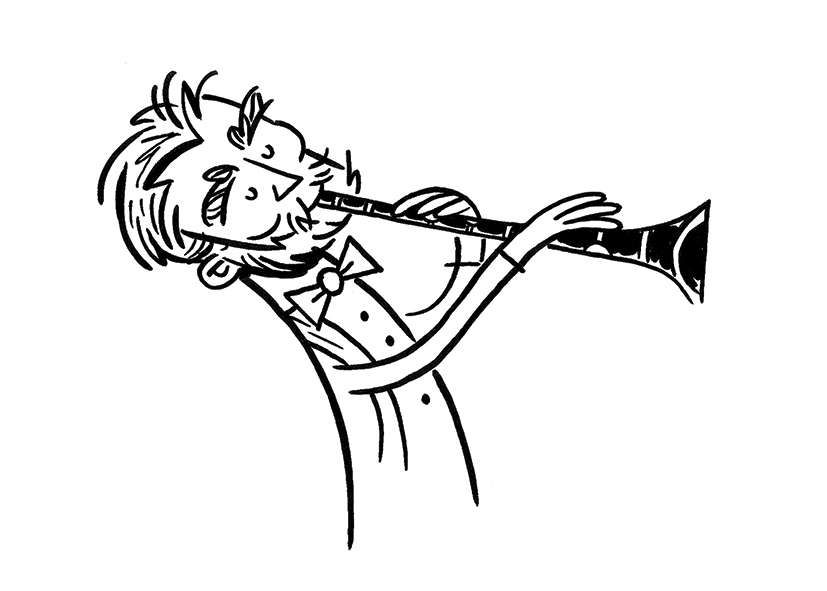
Mátrai Zoltán - klarinét
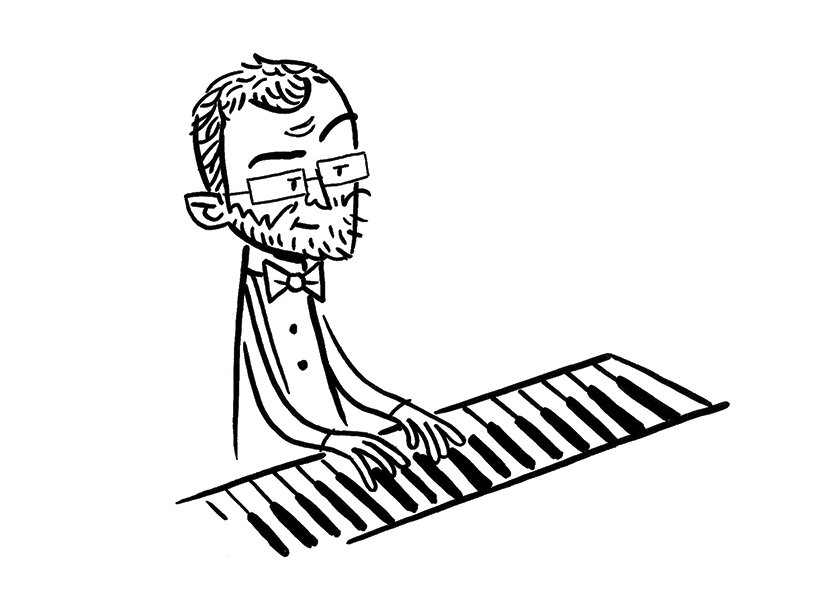
Korb Attila - zongora
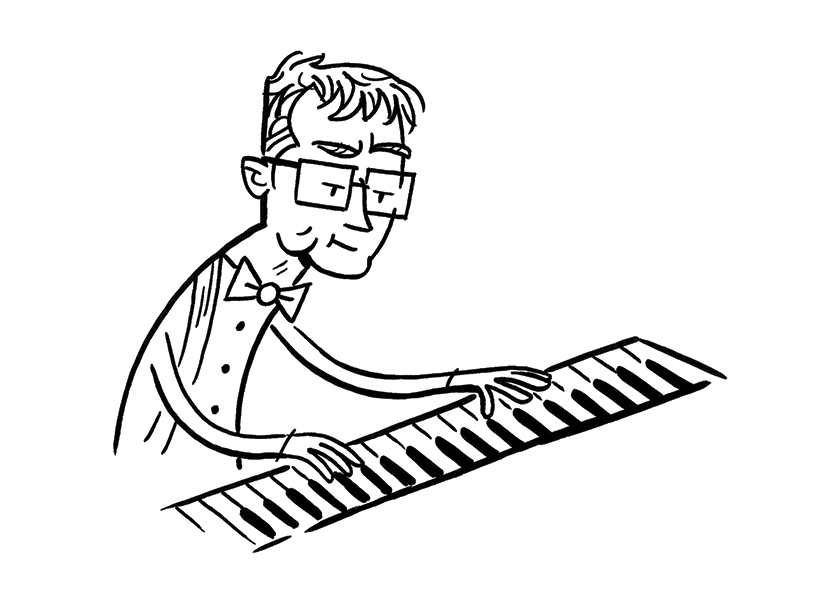
Nagy Iván - zongora
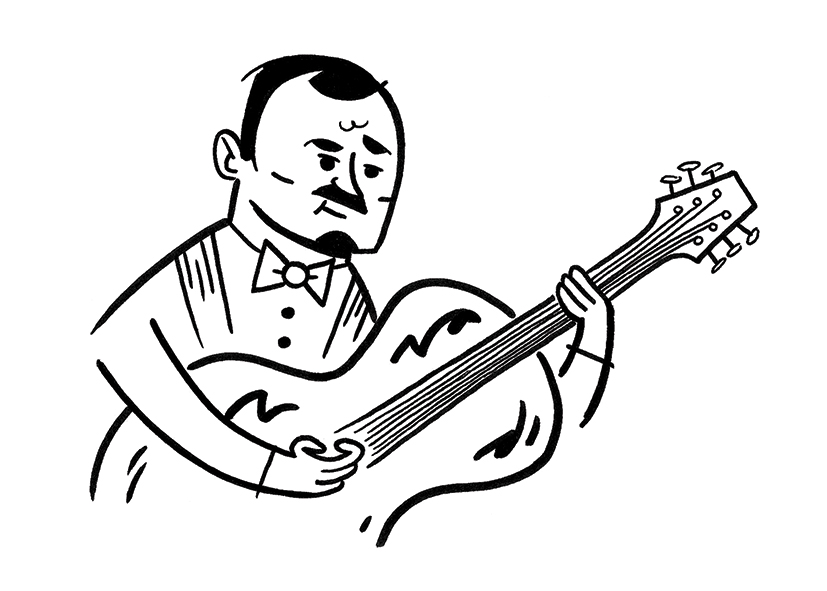
Szabó Lóránt . gitár, banjo
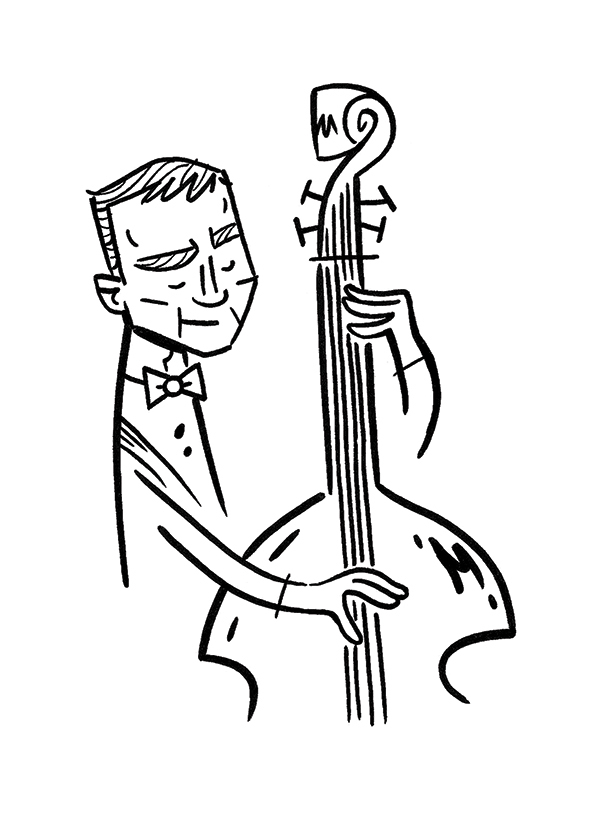
Juhász Zoltán - bőgő
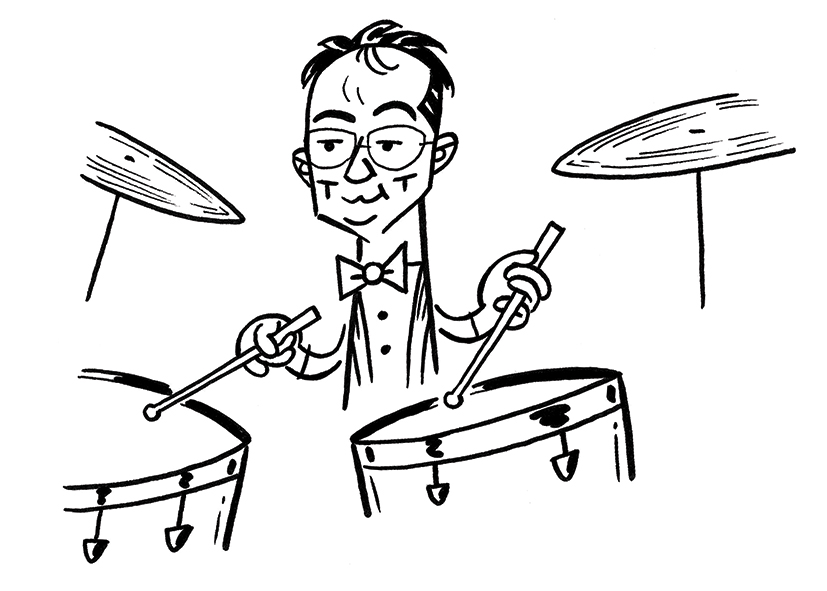
Galbács István - dobok